# 鹽辛

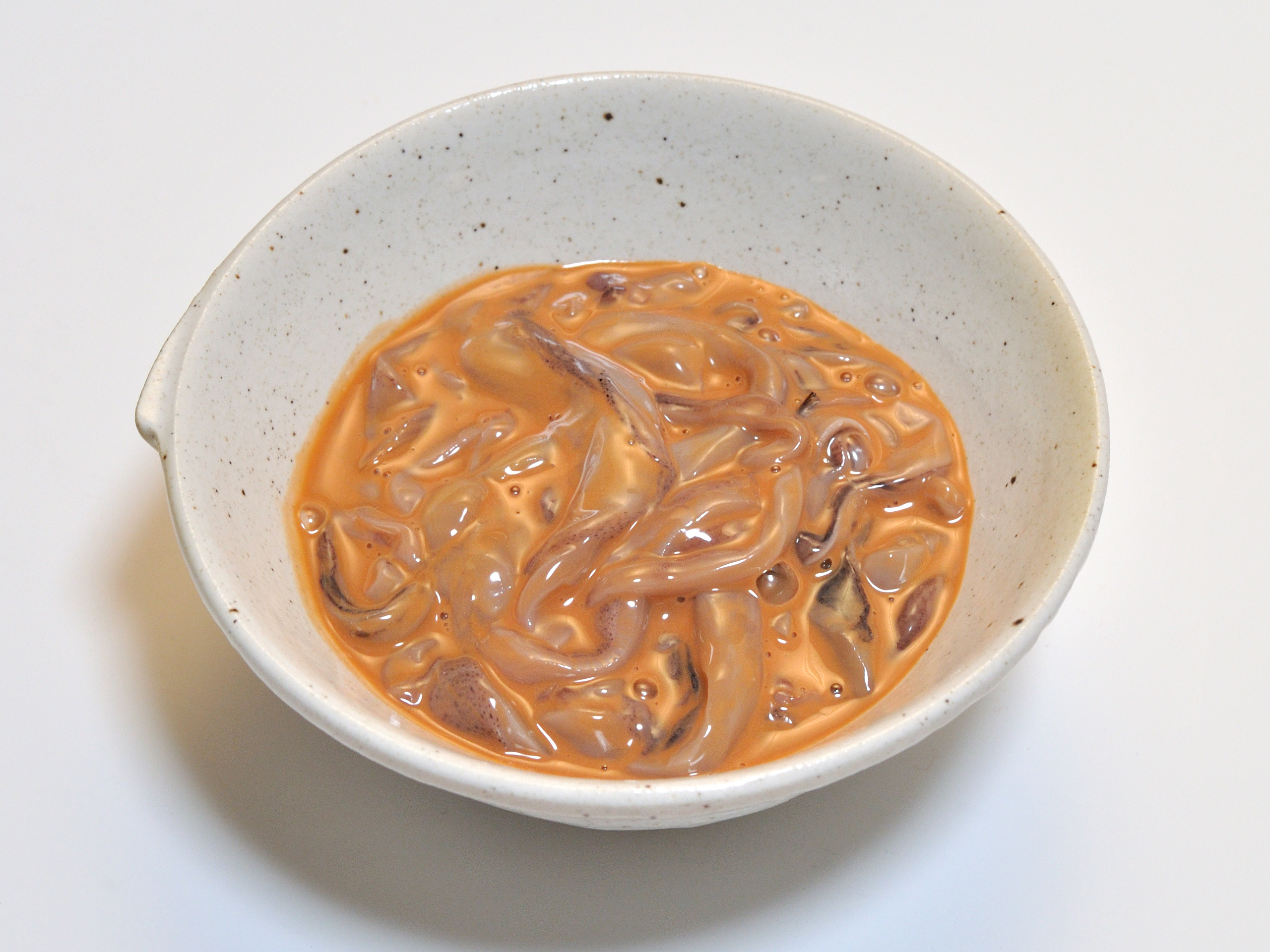
花枝鹽辛

鹽辛，是流行於日本與朝鮮半島一帶的漬物，將魚類、蝦、章魚等海鮮及其內臟，以酶、鹽、酒麴，加上食材自帶的微生物發酵而成。
鹽辛與味噌、醬油並列日本三大食材。常做為下酒菜、副食品與調味料。

## 歷史
目前關於鹽辛最早的記載，出土於奈良縣藤原京。該地區出土數份飛鳥時代末期(694-710年間)的木牌，其上紀錄著政府的徵收項目，其中便有「鮒醢」，指用鹽醃漬發酵的漁獲；江戶時期的《日葡辞書（页面存档备份，存于）》與平安時代的《今昔物語》都有出現「塩辛」一詞。除此之外，日本各地方言都有指涉相似食物的詞彙，如鳥取市的「しょうから」、志摩市的「しょから」、沖繩縣的「辛す(ガラス)」等等。